# LWL-Berufsbildungswerk Soest

Logo des Landschaftsverbands Westfalen-Lippe (LWL)

Das LWL-Berufsbildungswerk Soest ist eine Einrichtung zur beruflichen und sozialen Rehabilitation blinder und sehbehinderter Jugendlicher und junger Erwachsener. Es ist eine Bildungseinrichtung in Trägerschaft des Landschaftsverbandes Westfalen-Lippe (LWL) mit Sitz in Münster. Hervorgegangen ist die heutige Einrichtung aus der von Vincke’schen Provinzial-Blindenanstalt Soest von 1847.

## Berufliche Ausbildung

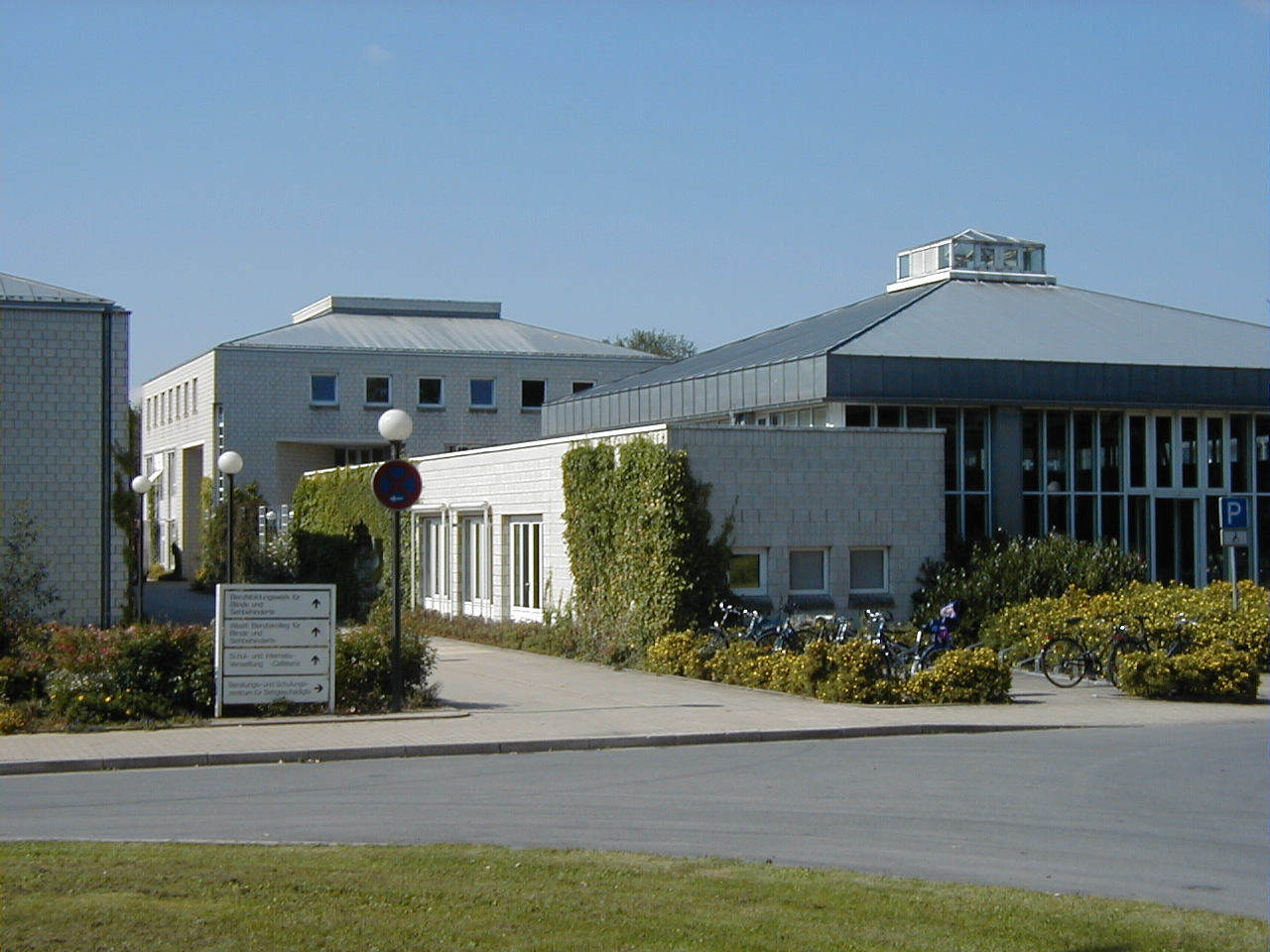
Die Ausbildungsgebäude des BBW Soest

### Berufswahlentscheidung und Berufsvorbereitung
Durch eine Arbeitserprobung oder Eignungsabklärung können sehbehinderte und blinde Menschen berufliche Tätigkeiten in der Praxis kennenlernen und so feststellen, ob ein Beruf tatsächlich ihren Vorstellungen und Möglichkeiten entspricht. Im Rahmen eines Profilings werden Leistungs- und Anforderungsprofile für bestimmte Tätigkeiten erarbeitet, wobei die Sehschädigung besonders berücksichtigt wird.
Zur Vorbereitung auf eine Berufsausbildung oder eine sonstige berufliche Qualifizierung können im LWL-Berufsbildungswerk Soest eine Blindentechnische Grundausbildung (BTG) oder eine Berufsvorbereitende Bildungsmaßnahme (BvB) absolviert werden.

### Berufliche Qualifizierung
Das LWL-Berufsbildungswerk Soest bietet Berufsausbildungen in drei Berufsfeldern an, in denen blinde und sehbehinderte Menschen mit ihrer Behinderung konkurrenzfähig tätig werden können. Alle Berufsausbildungen sind auf die besonderen Erfordernisse blinder und sehbehinderter Auszubildender abgestellt. Notwendige Hilfsmittel und Ausrüstungstechnik stehen zur Verfügung.
Angeboten werden aktuell (August 2019) Ausbildungsberufe gem. § 4 und § 66 des Berufsbildungsgesetzes in den drei Berufsfeldern:
- Wirtschaft und Verwaltung
  - Kauffrau/Kaufmann für Büromanagement
  - Fachpraktiker/Fachpraktikerin für Bürokommunikation
- Ernährung und Hauswirtschaft
  - Hauswirtschafter/Hauswirtschafterin
  - Fachpraktiker/Fachpraktikerin Hauswirtschaft
  - Fachpraktiker/Fachpraktikerin für personenbezogene Serviceleistungen
  - Fachpraktiker/Fachpraktikerin Küche|Beiköchin/Beikoch
  - Köchin/Koch
- Metalltechnik
  - Zerspanungsmechaniker/Zerspanungsmechanikerin der  Fachrichtung Dreh- oder Frästechnik
  - Fachpraktiker/Fachpraktikerin für Zerspanungsmechanik*
  - Fachkraft für Metalltechnik – Zerspanungstechnik
  - Konstruktionsmechaniker/Konstruktionsmechanikerin der Fachrichtung Ausrüstungstechnik
  - Fachpraktiker/Fachpraktikerin für Metallbau
  - Fachkraft für Metalltechnik – Konstruktionstechnik

Die Berufsausbildungen werden in enger Zusammenarbeit mit Unternehmen der freien Wirtschaft, mit öffentlichen Einrichtungen oder Behörden durchgeführt. Praktika und betriebliche Ausbildungsabschnitte werden individuell vereinbart.
Das LWL-Berufskolleg Soest, Förderschule mit dem Förderschwerpunkt Sehen, das sich auf demselben Gelände befindet, bietet den dazugehörigen Berufsschulunterricht.
Ziel aller Berufsausbildungen ist eine Arbeitsstelle auf dem allgemeinen Arbeitsmarkt.
Die Bildungsmaßnahmen des LWL-Berufsbildungswerkes Soest beinhalten regelmäßige Hilfsmittelberatungen, das Training im Umgang mit den unterschiedlichen Hilfsmitteln, notwendiges Orientierungs- und Mobilitätstraining sowie individuelle, zusätzliche Förderung. Die Zwischen- und Abschlussprüfungen werden vor den zuständigen Kammern absolviert, die auch die Abschlusszeugnisse ausstellen. Darüber hinaus können unterschiedliche Zusatzqualifikationen erworben werden.
Das LWL-Berufsbildungswerk Soest unterstützt die Absolventen bei der Suche nach geeigneten Arbeitsstellen.

### MobiliS modular – Unterstützung betrieblicher Berufsausbildung
Seit 1999 unterstützt das LWL-Berufsbildungswerk Soest in Zusammenarbeit mit dem LWL-Berufskolleg Soest sehbehinderte und blinde Menschen bei einer betrieblichen Berufsausbildung. Über das im LWL-Berufsbildungswerk Soest vorgehaltene Bildungsangebot hinaus sind betriebliche Ausbildungen von blinden und sehbehinderten Auszubildenden unter anderem in folgenden Berufen absolviert worden:
- Bäcker
- Bürokaufmann
- Fachangestellter für Arbeitsförderung
- Fachinformatiker (Anwendungsentwicklung)
- Gärtner
- Hauswirtschafter
- Justizfachangestellter
- Kaufmann für Bürokommunikation
- Kaufmann im Einzelhandel
- Koch
- Landmaschinenmechaniker
- Industriekaufmann
- Rechtsanwalts- und Notarsfachangestellter
- Sozialversicherungs-Fachangestellter
- Verlagskaufmann
- Verwaltungsfachangestellter

Fachkräfte des LWL-Berufsbildungswerkes Soest bieten kompetente Beratung bereits während des Bewerbungsverfahrens, z. B. durch
- Profiling oder Eignungsabklärung unter Berücksichtigung der Behinderung und der Anforderungen am Arbeitsplatz
- Beratung und Unterstützung bei der Durchführung von Eignungstests
- Vorbereitung und Begleitung von Praktika
- gezielte Beratung aller Verantwortlichen im Ausbildungsbetrieb
- Empfehlungen für geeignete Hilfsmittel am Ausbildungsplatz
- Empfehlung für die Gestaltung des Ausbildungsplatzes
- Hinweise zur Förderung aus öffentlichen Mitteln
- Unterstützung bei der Antragstellung

## Beratungszentrum für blinde und sehbehinderte Menschen im Erwerbsleben
In enger Zusammenarbeit mit dem behandelnden Augenarzt sowie den Fachdiensten des LWL-Integrationsamtes und den Technischen Beratern der Arbeitsagentur werden Lösungen erarbeitet, die auf die individuelle Sehleistung und die konkreten Bedingungen am Arbeitsplatz abgestimmt sind. Bei Bedarf begeben sich die Berater auch direkt an den Arbeitsplatz, um Lösungsansätze mit den betroffenen Mitarbeitern, aber auch mit deren Kollegen und Vorgesetzten zu entwickeln.
Das Beratungszentrum für blinde und sehbehinderte Menschen im Erwerbsleben verfügt über erfahrenes Fachpersonal und eine umfangreiche Hilfsmittelausstattung. Vergrößernde optische und elektronische Sehhilfen nahezu aller Hersteller, blinden- und sehbehindertenspezifische Computerperipherie, Spezialmöbel und Leuchtmittel stehen für Beratung und Schulung zur Verfügung. Darüber hinaus wird im Beratungszentrum ein Hilfsmittelpool vorgehalten. Er dient dazu, unterschiedliche Hilfsmittel am Arbeitsplatz im alltäglichen Einsatz erproben zu können.
Das Beratungszentrum bietet Beratung und Schulung insbesondere für folgende Personen an.
- Arbeitgeber, die einen sehbehinderten oder blinden Arbeitnehmer beschäftigen oder beschäftigen wollen.
- Arbeitnehmer, bei denen trotz optimaler Brille dauernde gesundheitliche Bedenken hinsichtlich einer Tätigkeit an Bildschirmarbeitsplätzen bestehen gemäß den berufsgenossenschaftlichen Grundsätzen (G 37 Punkt 3.3.2.).
- Arbeitnehmer, die an gewerblich-technischen Arbeitsplätzen tätig sind, und ihre Aufgabe infolge herabgesetzten Sehvermögens nicht mehr sicher oder schnell genug ausführen können.
- Arbeitnehmer, die ihre bisherige Tätigkeit wegen einer Sehverschlechterung nicht mehr wie gewohnt ausüben können.
- Sehbehinderte Jugendliche, die im Berufswahlprozess stehen.
- Sehbehinderte Jugendliche und junge Erwachsene, die eine betriebliche Ausbildung absolvieren.
- Sehbehinderte und blinde Menschen, die zur Zeit arbeitslos sind und deren berufliche Einsatzmöglichkeiten bei optimierter Hilfsmittelausstattung und Schulung abgeklärt werden sollen.
- Sehbehinderte und blinde Arbeitnehmer, die einer Computer-Schulung bedürfen.

## Wohnen
Neben der Abteilung „Berufliche Qualifizierung“ verfügt das LWL-Berufsbildungswerk Soest über ein Wohnheim und über einen Fachdienst, der zusätzliche Leistungen zur beruflichen und sozialen Rehabilitation der Teilnehmer – wie z. B. Orientierungs- und Mobilitätstraining – beiträgt.
Das LWL-Berufsbildungswerk Soest hat ein bundesweites Einzugsgebiet mit Schwerpunkt in Nordrhein-Westfalen. Es verfügt über 140 Ausbildungs- und 124 Wohnheimplätze. Die Absolventen des LWL-Berufsbildungswerkes Soest erhalten zu etwa 70 Prozent einen Arbeitsplatz auf dem allgemeinen Arbeitsmarkt.